# Parazosne
Parazosne is een kevergeslacht uit de familie van de boktorren (Cerambycidae). De wetenschappelijke naam van het geslacht werd voor het eerst geldig gepubliceerd in 1926 door Aurivillius.

## Soorten
Parazosne omvat de volgende soorten:
- Parazosne estanleyi Vives, 2009
- Parazosne leucospilota (Westwood, 1841)
- Parazosne sangirica (Aurivillius, 1903)